# アローザ・スター
アローザ・スター(SS Arosa Star)は、アメリカ合衆国で1930年に建造され、1970年にカリフォルニア州の海岸に座礁したクルーズ客船。

## 船歴
当初ボリンケン(Borinquen)と名付けられた、総トン数7,114トン、全長429 ft (131 m)のこの船は、1930年にマサチューセッツ州クインシーのベスレヘム造船によって建造され、9月末に進水した。最初に運航されたのは、プエルトリコとニューヨークを結ぶ航路で、この航路には1949年まで就航していた。第二次世界大戦中には、輸送船として軍務に徴用され、バルト海、地中海、太平洋を航行したが、敵軍の攻撃を受けることはまったくなかった。幸運に恵まれたその経歴から、やがて「ラッキー・スター (Lucky Star)」と渾名されるようになった。 
1949年、この船はブル汽船(the Bull Steamship Company)に売却され、プエルトリコ(Puerto Rico)と改名した。
1954年、この船は、スイスやイタリアを拠点とした資本家ニコロ・リッツィ(Nicolo Rizzi)が所有する国際的海運会社アローザ・ライン(the Arosa Line)に売却され、大規模な改装が施された上で、アローザ・スターと改名し、1958年までこの名で運航された。1950年代半ばのアローザ・ラインは、スイスの海運会社として運営されており、アローザ・スターは、同社の船の中で3番目に大きかった。この船より大きかったのは、旗艦アローザ・スカイ(Arosa Sky)と、もともとフランスで「フェリックス・ルーセル (Felix Rouselle)」という船名で建造された古い船アローザ・サン(Arosa Sun)の2隻だけであった。この2隻に続く3番目がアローザ・スターで、これにアローザ・カルム(Arosa Kulm)が続いた。アローザ・スターは、いくつもの航路で運航され、多数の乗員が乗り組んでいた。
この船名だった当時、少なくともこの名であったことの一時期、アローザ・スターは北ヨーロッパからカナダやアメリカ合衆国への移民を乗せ、定期的にハリファックス、ケベック・シティー、モントリオール、ニューヨークに入港していた。やがて航空運賃が手の届く金額になってくると、移民輸送の市場は急速に消滅し、アローザ・ラインは破綻してしまった。
1959年から1969年の間、この船はバハマ・スター(Bahama Star)として、イースタン汽船(Eastern Steamship Lines)の航路に就航し、おもにフロリダ州とバハマ諸島の間で運航されていた。この間、1965年には、別の客船ヤーマス・キャッスルの火災事故に遭遇し、バハマ・スターは489人を救出したが、90人は火災事故の犠牲となった。この事故は、奇妙な運命の綾となって、海事安全に関する規制の変更をもたらし、1964年のジュネーヴ協定によって木製の上部構造をもった客船の運航は違法化された。この新しい規制に対処するための改装はコストが高すぎることが判明し、この船はウェスタン汽船(the Western Steamship Company)に売却された。
この船は再び改名されてラ・ジェニーレ(La Jenelle)となった。新たな所有者たちは、この船をカリフォルニア州ポート・ヒューニーメ(Port Hueneme)に移し、さらに転売しようとしていた。この船を水上レストラン/カジノにする計画が進められていた、とも一部では言われている。別の説では、インドネシアの造船会社に売却される運びであったとも言われるが、こうした計画はいずれも実現しなかった。

### 事故
1970年、買い手を探している最中だったこの船は、高い接岸料を支払わずに済ませるため、港の外に錨泊していた。しかし、この船の幸運は、4月13日で尽きた。この日は荒天で、北西の強風が吹き波頭が吹き飛ばされるほどであった。海上のそこかしこで砕け波が立ち、ほとんどの船が港内に退避していた。やがてラ・ジェニーレは、ひとつだけ投じていた錨だった右舷アンカーを引き摺り始めた。乗組員は2人だけ乗船していたが、吹き流され始めた船を止めることはできなかった。漂流が始まってわずか23分後、船はポート・ヒューニーメの防波堤の西側に広がる砂浜に座礁した。船尾は辛うじて岩礁への衝突を免れた。座礁後、ラ・ジェニーレは、浸水して傾き始めた。乗員たちは船に留まり、ポンプで排水して姿勢を立て直そうと試みたが、荒れ狂う波が船窓から入り込み、この努力は無駄になった。船はさらに砂浜の方へと押し上げられ、ヘリコプターが到着して乗員2人を救出した。
その後、座礁したラ・ジェニーレは、見物客を引き寄せるようになった。この巨大な漂流物を見ようと、人々は群れをなしてシルバー・ストランド・ビーチへやって来た。サーファーたちはパドリングして船まで行き、映画『ポセイドン・アドベンチャー』さながらのあり得ない角度に傾いた通路を歩き回ったりしていた。真鍮製の部品など、価値があるものなら何でも取り外して持ち去る者もいた。絶え間なく押し寄せる波の作用で、船体の鋼板は湾曲し少しずつ船体の破壊が進んでいった。内装は、おそらくは放火によって発生した火災で、破壊された。こうしてラ・ジェニーレは、人々が接近するのを阻むことができず、本当に危険を孕んだものとなっていった。そうして遂に、土産になりそうなものを漁っていた人物が、船の残骸から転落して溺死する事故が起こってしまう。この時点で既に、座礁事故後の訴訟から、この船の船主は行方をくらましていた。アメリカ海軍のチームの手で、船体上部が解体され、残った残骸の中に岩が入れられた。こうしてラ・ジェニーレは、ポート・ヒューニーメの防波堤の新たな一部となった。